# Почётные граждане Карабаново
Почётные граждане Карабаново — перечень удостоенных звания «Почётный гражданин города Карабаново» в Александровском районе Владимирской области России.
Звание устанавливается за особые заслуги в области развития производства, науки и техники, народного образования, здравоохранения, социального обеспечения, искусства, культуры, обслуживания населения, в других областях трудовой деятельности и высокое профессиональное мастерство, а также за активное участие в общественной жизни города.
Учреждён в 2008 году Совет народных депутатов; в 2020 году вышло решение Совета народных депутатов города Карабаново № 27 от 24.12.2020 "Об утверждении Положения "О присвоении звания
«Почётный гражданин города Карабаново».

## О звании
Звание «Почётный гражданин города Карабаново» присваивается решением Совета народных депутатов города (принимается тайным голосованием двумя третями голосов от общего числа избранных депутатов) персонально жителям Карабаново, гражданам Российской Федерации, других государств, имеющим выдающиеся заслуги перед городом.
Основаниями для присвоения почётного звания являются:
-общественно значимая деятельность и заслуги во благо города;
-авторитет лица у жителей города, обретённый длительной общественной,
культурной, научной, политической, хозяйственной, а также иной
деятельностью с выдающимися результатами для Российской Федерации,
Владимирской области и города Карабаново.
Лицу, удостоенному звания, вручается нагрудный знак с надписью «Почётный гражданин города Карабаново», специальный диплом и удостоверение.

## Почётные граждане
Актуальный хронологический список с биографиями публикует официальный сайт органов местного самоуправления
Имена почётных граждан заносят в Книгу почётных граждан
города Карабаново в хронологическом порядке и на стенд «Почётные
граждане города Карабаново».
Ниже приводится список в алфавитном порядке.
- Воронцов, Герман Фёдорович (12 (25) мая 1907—25.04.1993) — советский военачальник, генерал-полковник
- Графов Александр Николаевич (16.03.1938 — 01.01.2011) — педагог. Звание присвоено посмертно Решением Совета народных депутатов от 17.10.2024 No21[4]
- Денежкин, Геннадий Алексеевич (28.01.1932-13.02.2016) — советский и российский учёный и конструктор в области проектирования реактивных систем залпового огня, Герой Социалистического Труда
- Егоров Виктор Иванович (8 июля 1933 года) — баянист-виртуоз, композитор, хормейстер, дирижёр
- Забиронин Николай Михайлович (24 декабря 1932 года) — художник по тканям комбината имени III-го Интернационала
- Карпов, Сергей Тимофеевич (15 июля 1907 года — 21.11.1985) — директор хлопчатобумажного комбината имени III интернационала, Герой Социалистического Труда
- Касимцев Анатолий Степанович (1.12.1925-22.03.1995) — заведующий хирургическим отделением больницы
- Колесников, Константин Сергеевич (27.12.1919-13.05.2016) — академик АН СССР
- Колесников, Павел Сергеевич (27.12.1924-12.09.2007) — заместитель главного конструктора Государственного ракетного центра «КБ им. академика В. П. Макеева», Герой Социалистического Труда
- Конторин Виктор Сергеевич (25.01.1932-1.02.2005) — заместитель директора по строительству комбината имени III-го Интернационала
- Малышков Владимир Иванович (6.09.1941) — доктор экономических наук, профессор
- Павлова Елизавета Ивановна (11 декабря 1918 года) — председатель Совета ветеранов войны и труда
- Перевозников Виктор Сергеевич (20.11.1920.-30.08.2015) — участник ВОВ
- Савичев Михаил Михайлович (10.10.1958-09.06.2020) — главный врач Карабановской районной больницы
- Собакарь Ольга Николаевна (5 марта 1951 года) — заведующая хирургическим отделением Карабановской районной больницы.
- Сокольский Борис Александрович (29.06.1899-31.10.1976) — краевед. Звание присвоено посмертно Решением Совета народных депутатов от 27.11.2023 No22[5].
- Фёдоров Глеб Алексеевич (01.04.1927 — 24.11.2004) — главный врач районной больницы города Карабаново[6].
- Худов Юрий Николаевич (10.10.1937-4.03.2004) — педагог, краевед, директор детского дома
- Часовин Пётр Фёдорович (1912-13.10.1937) — принимал участие в антифашистской войне в Испании с 18 июля по 13 октября 1937 года. Погиб в бою под Фуэнтес де Эбро
- Чулков Алексей Петрович (1908—1942) — лётчик, Герой Советского Союза.
- Штыков, Серафим Григорьевич (1905—1943) — участник советско-финляндской (1939—1940) и Великой Отечественной войн, генерал-майор.